# Garuleum woodii
Garuleum woodii là một loài thực vật có hoa trong họ Cúc. Loài này được Schinz mô tả khoa học đầu tiên năm 1895.